# Chutang
Chutang (kinesiska: 楚塘, 楚塘乡) är en socken i Kina. Den ligger i provinsen Hunan, i den södra delen av landet, omkring 77 kilometer norr om provinshuvudstaden Changsha.
Genomsnittlig årsnederbörd är 1 879 millimeter. Den regnigaste månaden är maj, med i genomsnitt 312 mm nederbörd, och den torraste är oktober, med 57 mm nederbörd.